# Ханс Хас
Ханс Хас (Беч, 17. октобар 1906 — 14. мај 1973) је био аустријски дизач тегова у лакој категорији, четвороструки светски рекордер у периоду од 1927. до 1930. године.
Пошто је поставио светски рекорд 1927. у Марсељу подигавши у избачају 128,50 кг. био је велики фаворит да победи следеће године на Олимпијским играма у Амстердаму. На Играма Ханс Хас је прво поставио светски рекорд у трзају подигавши 102,5 кг, а затим поделио прво место са немачким такмичарем Куртом Хелбингом подигавши укупно 322,5 кг.
Хас је наставио да буде доминантан. Постао је двоструки европски првак. Освојио је златне медаље на европским првенствима 1930. у Минхену и 1931. у Луксембургу. Учествовао је и на Летњим олимпијским играма 1928. у Лос Анђелесу, где се морао задовољити сребрном медаљом.

## Светски рекорди које је постигао
трзај
- 102,5 кг — Амстердам, 29, јул 1928.
- 105 кг — Беч 28. септембар 1930.

избачај
- 128,5 кг — Марсељ 16. јануар 1927.
- 135 кг — Беч 1. јул 1928.